# Moers
Pour l’article ayant un titre homophone, voir Mœurs.
Moers (aussi désignée dans d'anciens écrits sous les noms Murse ou Meurs) est une ville d'Allemagne, en Rhénanie-du-Nord-Westphalie. Elle se trouve dans l'arrondissement de Wesel, sur la rive gauche du Rhin.

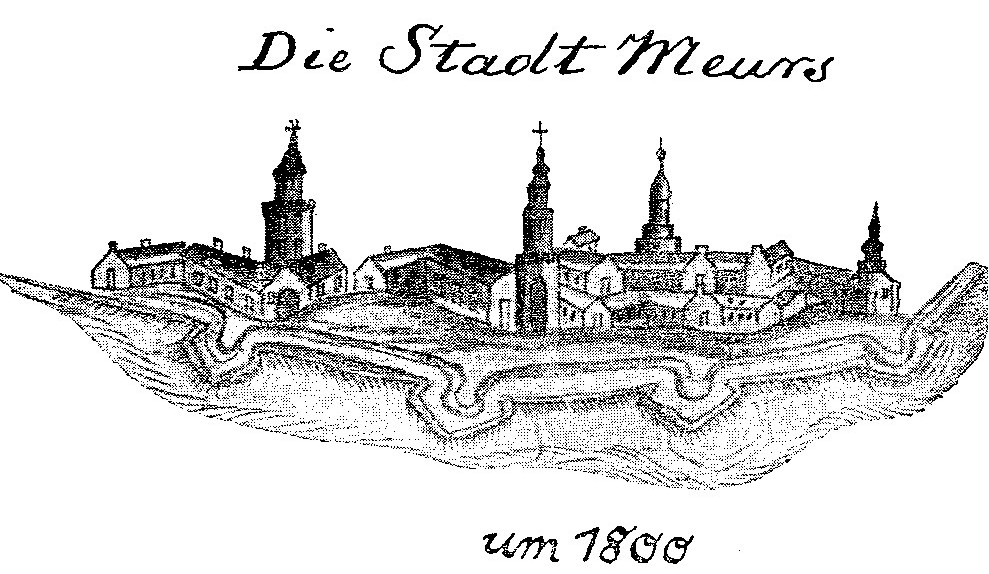
Moers (ou « Meurs ») en 1800

Chaque dimanche de Pentecôte, la ville accueille le festival de Moers, un festival international consacré au jazz.

## Histoire
| Appartenances historiques Comté de Moers 1160-1798 République cisrhénane (Roer) 1798-1802 République française (Roer) 1802-1804 Empire français (Roer) 1804-1815 Royaume de Prusse (Province de Juliers-Clèves-Berg) 1815-1822 Royaume de Prusse (Province de Rhénanie) 1822-1918 République de Weimar 1918-1933 Reich allemand 1933-1945 Allemagne occupée 1945-1949 Allemagne 1949-présent |

Du Moyen Âge à l'occupation française au XIXe siècle, Moers était la capitale du Comté de Moers. Pendant la guerre de Quatre-Vingts Ans, Meurs fut assiégée à plusieurs reprises. Maurice de Nassau, par exemple, a conquis la ville en 1597 lors du siège de Moers (nl).

### Maison d'Orange
Après la mort de la comtesse Walburge de Nieuwenaar en mai 1600, Maurice de Nassau, futur prince d'Orange, reçu la ville en récompense pour avoir expulsé les occupants espagnols lors du siège de 1597. Maurice laissa à l'architecte Simon Stevin le soin de convertir le château et la ville en une grande forteresse selon les dernières innovations de l'époque. Les canaux en forme d'étoile et les murs de la ville avec ravelins et lunettes sont encore clairement reconnaissables sur le plan de la ville d'aujourd'hui. Les Orange ont régné à Moers jusqu'en 1702. Pendant cette période, la ville a prospéré. En 1702, Moers passa en possession de la maison de Brandebourg-Prusse par héritage. Après 1702, de nombreux Néerlandais vivaient encore à Moers. Dix ans plus tard, en 1712, cette situation prit fin, lorsque le comte Léopold Ier d'Anhalt-Dessau expulsa tous les Hollandais encore présents sur ordre du roi de Prusse Frédéric Ier.

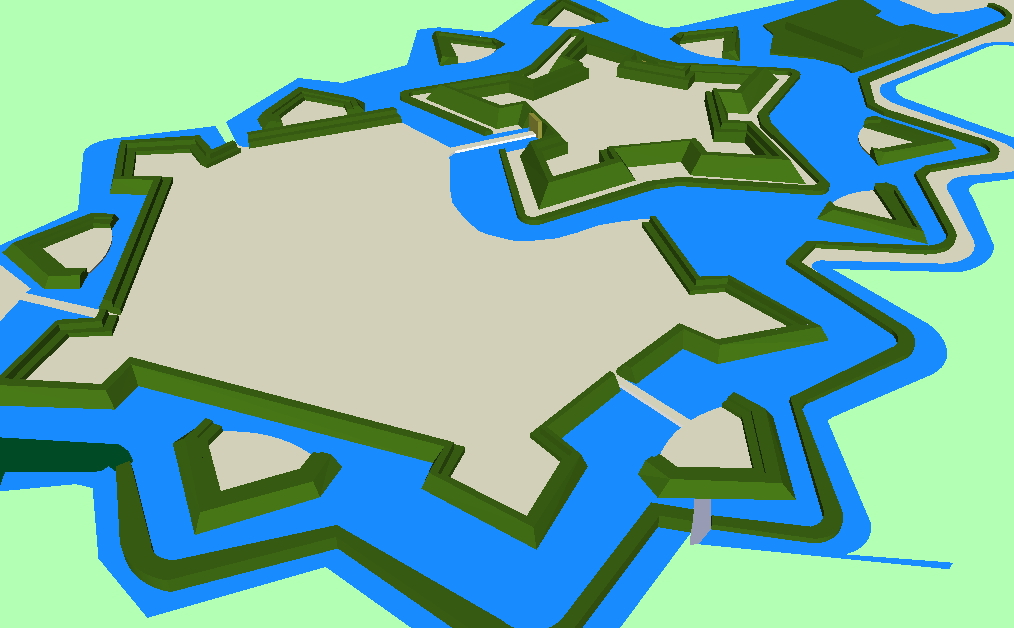
Fortifications de Moers par Simon Stevin.
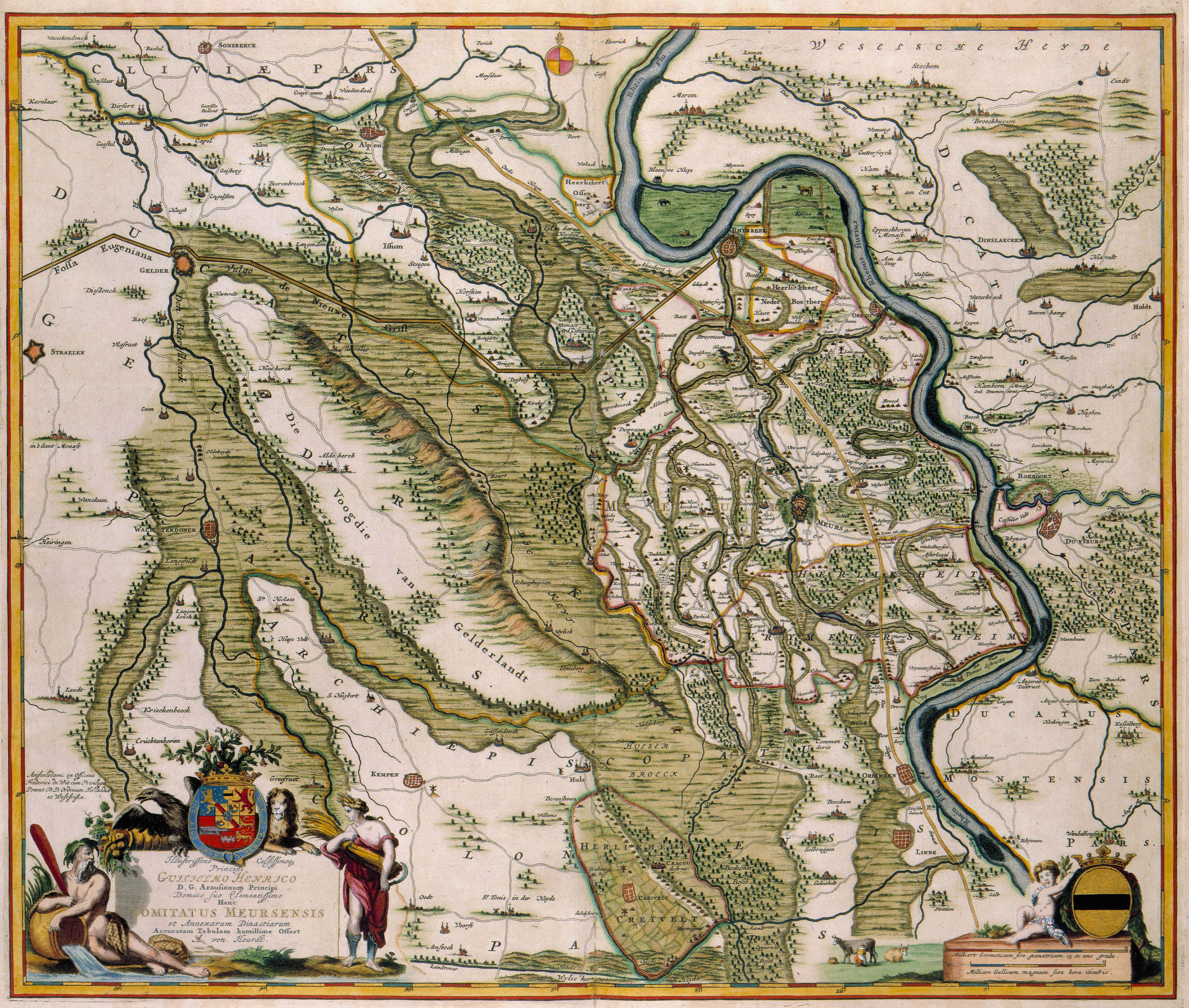
Carte du comté de Moers après 1688 par Frederik de Wit (1630-1706).

## Personnalités liées à la ville
Christian Ehrhoff, défenseur des Sharks de San José de la Ligue nationale de hockey, y est né.

## Jumelages
- Maisons-Alfort (France) depuis 1966
- Bapaume (France) depuis 1966
- Knowsley (Royaume-Uni) depuis 1980
- Ramla (Israël) depuis 1987
- La Trinidad (Nicaragua) depuis 1989
- Seelow (Allemagne) depuis 1990

## Galerie

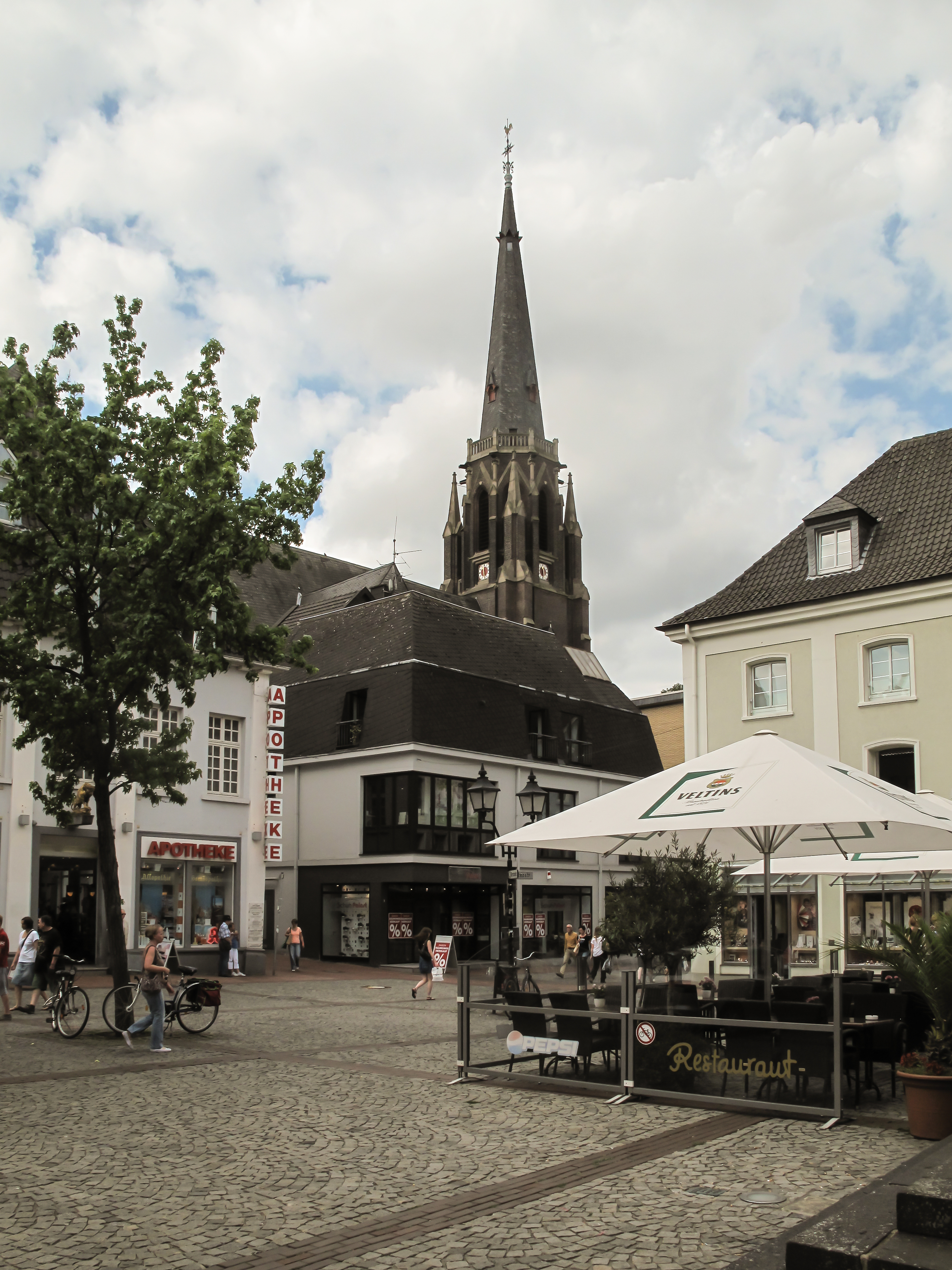
Moers, tour de l'église dans la rue
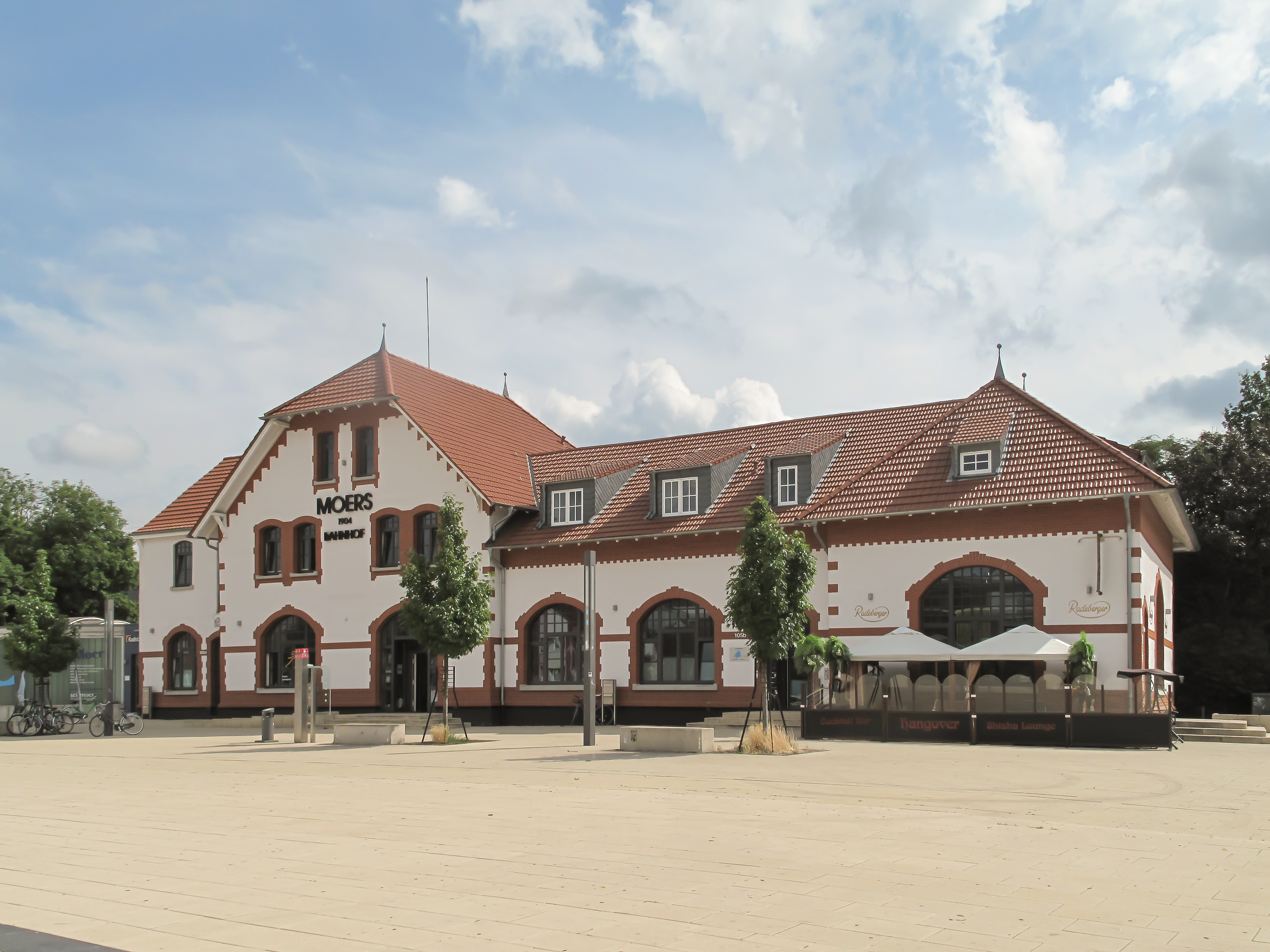
Moers, la gare
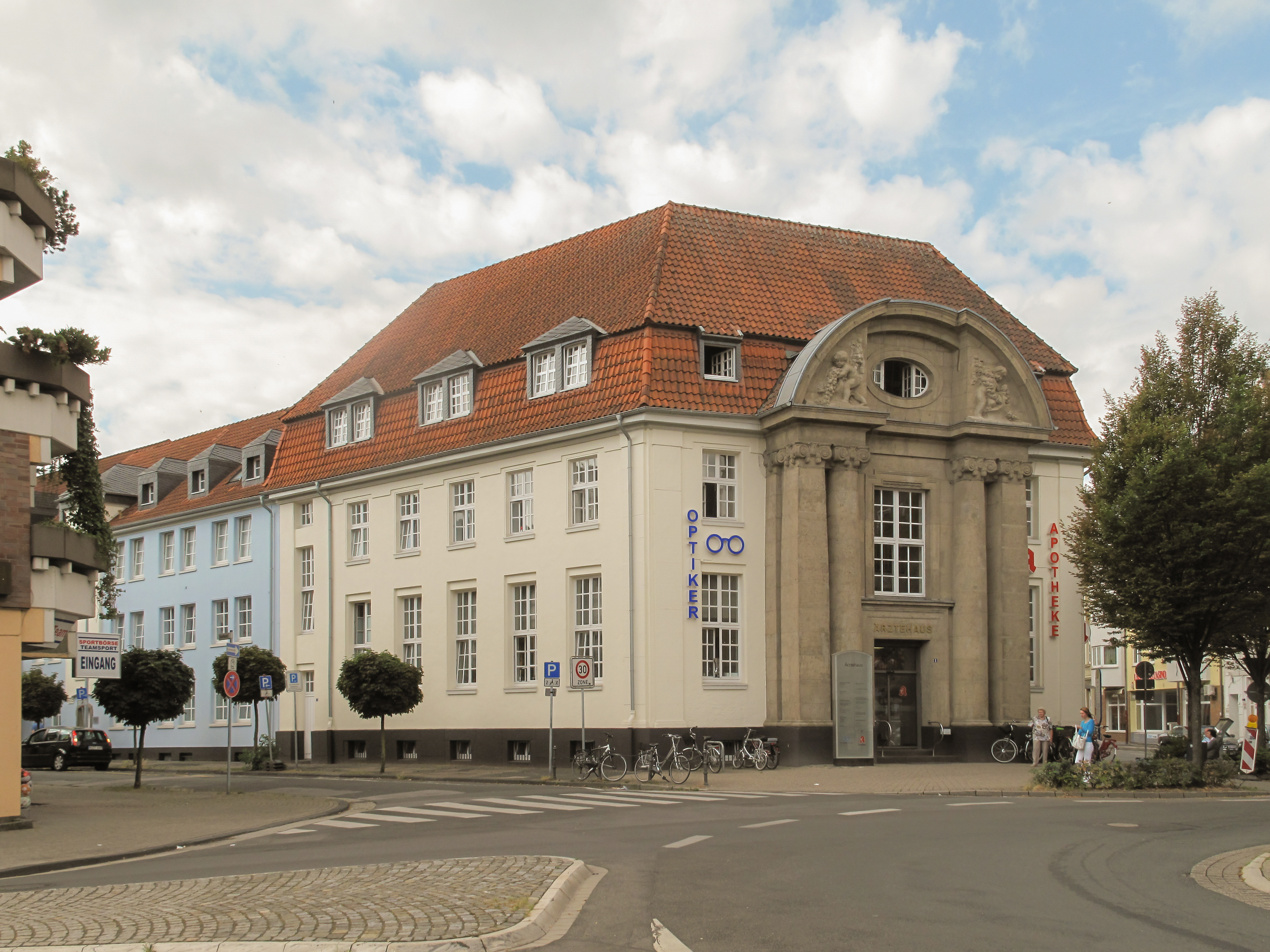
Moers, bâtiment classé: das Ärtzehaus